# Omphax ornatimargo
Omphax ornatimargo là một loài bướm đêm trong họ Geometridae.